# Новосёлки (Обуховский район)
Новосёлки (укр. Новосілки) — село, входит в Обуховский район Киевской области Украины.
Население по переписи 2001 года составляло 344 человека. Почтовый индекс — 09221. Телефонный код — 4573. Занимает площадь 2,4 км². Код КОАТУУ — 3222285801.
У села берёт начало река Гороховатка.

## Местная власть
09200, Київська обл., Обухівський р-н, м. Кагарлик, вул. Героїв Небесної Сотні, 1